# 堀秀彦
堀 秀彦（ほり ひでひこ、1902年3月10日 - 1987年8月27日）は、日本の哲学者、文筆家、論考家。元・東洋大学学長。
数多くの人生論、幸福論、女性論を書いて人気があった。1980年に新聞連載した『銀の座席』で老いの問題を論じて反響を呼んだ。

## 人物・来歴
石川県金沢市生まれ。旧制松本高校文科甲類を経て、1927年東京帝国大学文学部哲学科卒。1958年東洋大学教授、のち学長。

## 著書
- 『教育学以前』（古今書院） 1940
- 『結婚の真実』（教材社） 1940
- 『恋愛の道徳』（教材社） 1941
- 『人生論断章』（須磨書房） 1943
- 『東洋的思索』（明光堂書店） 1943
- 『子供の指導読本』（真光社） 1948
- 『人生探求者のノート』（大東出版社） 1948
- 『近代を切りひらいた人々』（三省堂出版） 1950
- 『配偶者を選ぶ法』（池田書店） 1951、のち改題『愛する人を選ぶには』
- 『男と女の心理』（池田書店） 1952
- 『女を知る法』（池田書店） 1953
- 『結婚読本』（要書房） 1953
- 『女性のための人生論』（角川書店、角川新書） 1954
- 『恋愛 そのロマンと真実』（社会思想研究会出版部、現代教養文庫） 1955
- 『論語は生きている』（河出書房） 1956
- 『ことばの手帖』（春陽堂書店） 1957
- 『女性についての103章』（春陽堂書店） 1957
- 『現代に生きる古典』（春陽堂書店） 1958
- 『友情論』（角川書店、角川新書)　1958
- 『花とローマ人 三つの人生論』（池田書店） 1959
- 『男というもの』（東都書房） 1959
- 『性の倫理』（青春出版社、青春教養大系)　1959
- 『思考と信仰 日本人の生き方』（新潮社） 1962
- 『職場の中の人間関係』（池田書店） 1962
- 『高校生として考えるために』（青春出版社） 1962
- 『私たちはみんな悩みをもっている』（東都書房） 1963
- 『母親の生き方』（大和書房） 1964
- 『夫の心理・妻の心理』（サンケイ新聞出版局） 1964
- 『人づき合いに困らない本』（青春出版社、青春新書)　1964
- 『女性のための71章』（大和書房） 1964
- 『堀秀彦集』（雪華社、現代人生論全集6） 1965、のち復刻『私の人生論6 堀秀彦』（日本ブックエース） 2010
- 『「女の悲しみ」について』（日本文芸社） 1966
- 『主婦のための人生論』（大和書房、銀河選書)　1966
- 『女子高校生のための21章』（大和書房） 1967
- 『堀秀彦人生論集』全4冊（大和書房） 1968 - 1969
- 『心にのこる言葉』（大和書房） 1968
- 『堀秀彦女性論集』全3冊（大和書房） 1969 - 1970
- 『この本を見よ』（雪華社） 1970
- 『終着駅の近くで』（地産出版） 1975
- 『年齢をとるということ』（光文社カッパ・ブックス） 1979
- 『銀の座席』（朝日新聞社） 1981
- 『教育について、年来考えたこと』（金子書房） 1982
- 『この女たちの愛と人生』（グラフ社） 1982
- 『石の座席』（朝日新聞社） 1984
- 『セックスとギャンブル』（人間と歴史社） 1986
- 『死の川のほとりにて』（作品社） 1987
- 『死への彷徨 思索と人生』（人間と歴史社） 1987

### 共著編
- 『格言の花束』（編、社会思想社、現代教養文庫） 1958
- 『私達はどう生きるか 十代からの道徳』（勝部真長共著、専門図書） 1958
- 『愛の技法』（杉靖三郎, ドクトル・チエコ共著、青春出版社） 1960
- 『男と女はどう違うか』（渋沢多歌子共著、日本文芸社） 1968

## 翻訳
- 『教育革命への途』（マックス・アドラー、日東書院） 1930
- 『近代の結婚』（W・シュテーケル、実業之日本社） 1939
- 『愛についての省察』（ホセ・オルテガ、実業之日本社） 1940
- 『自由主義教育論』（ジョン・スチュアート・ミル、思索社） 1948
- 『道徳の原理』（ジェレミ・ベンサム、銀座出版社） 1948
- 『幸福論』（B・ラッセル、角川文庫） 1952
- 『如何に生くべきか』（アーノルド・ベネット、池田書店） 1953
- 『男と女』（パール・バック、文芸出版） 1954
- 『教育論』（B・ラッセル、角川文庫） 1954